# Паучок и его удивительные друзья
Предшественник мультсериала «Человек-паук и его удивительные друзья»
«Паучок и его удивительные друзья» (англ. Spidey and His Amazing Friends) — американский анимационный мультсериал о супергероях издательства Marvel Comics, направленный на детскую аудиторию. Премьера состоялась на канале Disney Junior 6 августа 2021 года. В России трансляция мультсериала шла на телеканале «Disney Channel», также мультсериал доступен по подписке в онлайн-кинотеатрах «Кинопоиск HD» и «IVI». После премьеры сериала был продлён на второй сезон, премьера которого состоялась в августе 2022 года. В июне 2022 года сериал был продлён на третий сезон. В шоу представлены молодые версии персонажей Marvel.

## Сюжет мультсериала
Сериал рассказывает о приключениях Питера Паркера / Спайди, Майлза Моралеса / Спина и Гвен Стейси / Призрачного Паука, а также об их сражениях с такими злодеями, как Зеленый Гоблин, Док Ок и Носорог.

## Персонажи мультсериала

### Главные роли
- Питер Паркер / Паучок (озвучивает Бенджамин Валик, в дубляже Александр Якименко) — супергерой, стреляющий паутиной.
  - Веб-стер (озвучивает Николас Рой) — суперкомпьютер, который помогает Пауку, Спину и Призраку-Пауку.
  - Трейси (вокальные эффекты предоставлены Ди Брэдли Бейкером) — Бот-Паук, который является закадычным другом Спайди[6][7].
- Майлз Моралес / Спин (озвучивает Джакари Фрейзер, в дубляже Александр Блинкин) — лучший друг Питера и второй супергерой, стреляющий паутиной[6][8].
  - Tвисти (вокальные эффекты предоставлены Ди Брэдли Бейкером) — Бот-Паук, который является закадычным другом Спина[9].
- Гвен Стейси / Призрачный Паук (озвучивает Лили Санфелиппо, в дубляже Варвара Доронина) — подруга Питера и Майлза, а также третий супергерой, стреляющий паутиной[10].

### Второстепенные роли
- Тётя Мэй (озвучивает Мелани Миничино, в дубляже Анна Слынько) — тётя Питера.
- Рио Моралес (озвучивает Габриэль Руис) — мать Майлза, врач скорой помощи[11].
- Джефф Моралес (урожденный Дэвис) (озвучивает Юджин Берд) — отец Майлза, офицер полиции Нью-Йорка[12].
- Хелен Стейси (озвучивает Кари Уолгрен) — мать Гвен, детектив полиции Нью-Йорка[11].
- Мистер фон Карнеги (озвучивает Джон Эрик Бентли) — владелец музея[13].

### Союзники
- Мисс Марвел (озвучивает Сандра Саад) — нелюдь, которая может вытягивать свои конечности.
- Черная Пантера (озвучивает Тру Валентино, в дубляже Никита Барсуков) — король Ваканды.
- Халк (озвучивает Армен Тейлор) — супергерой с гамма-энергией.
- Тони Старк / Железный человек (озвучивает Джон Стамос) (сезон 2) — супергерой в броне.
- Человек-муравей (озвучивает Шон Джамброне) (сезон 2) — супергерой, который может менять свой размер.
- Оса (озвучивает Майя Таттл) (сезон 2) — супергероиня, которая может летать и менять свой размер.
- Рептил (озвучивает Хоку Рамирес) (сезон 2) — супергерой, обладающий способностями динозавра.

### Злодеи
- Док Ок (озвучивает Келли Оганян, в дубляже Анна Цветкова) — преступница с механическими щупальцами[14].
  - Октоботы — группа роботов в стиле осьминога, которые работают на Дока Ока.
    - Кэл (вокальные эффекты предоставлены Ди Брэдли Бейкером) —  помощник Октоботов.
- Зелёный Гоблин (озвучивает Джей Пи Карлиак) — преступник в стиле гоблинов, который летает на планере и бросает тыквенные бомбы[15].
- Грабитель (озвучивает ?) - злодей, появившийся только в серии "Хороший парень Гобби".
- Носорог (озвучивает Джастин Шенкароу, в дубляже Александр Матвеев) — суперзлодей в костюме носорога[16].
- Чёрная кошка (озвучивает Джайден Кляйн) (сезон 2) — молодая воровка, которая одевается как кошка.
- Песочный человек (озвучивает Томас Ф. Уилсон) (сезон 2) — суперзлодей, состоящий из песка и использующий песок как свою "суперсилу".
- Электро (озвучивает Стефани Лемелин) (сезон 2) — женщина-суперзлодейка, обладающая электрическими способностями.

## Производство мультсериала

### Музыка
Патрик Стамп, известный по рок-группе Fall Out Boy, исполнил тематическую песню для сериала и является автором песен, а также композитором.
Мультфильм снимался на студиях Marvel Entertainment и Atomic Cartoons.

## Релиз мультсериала
Премьера сериала "Паучок и его удивительные друзья" состоящая из 11 коротких эпизодов под названием "Знакомьтесь, Паучок и его удивительные друзья" состоялась 21 июня 2021 года на Disney Channel и Disney Junior, а 16 июля - на Disney+. Премьера фильма также состоялась 11 сентября 2021 года в Юго-Восточной Азии.
Премьера полной серии состоялась 6 августа с одновременной трансляцией на Disney Junior и Disney Channel, а также на Disney+ 22 сентября.
Премьера второго сезона состоялась в августе 2022 года.